# Venucia
Venucia, ou Qi Chen (en chinois : 启辰), est une marque automobile détenue par en collaboration par les constructeurs Nissan (Alliance Renault-Nissan-Mitsubishi) et Dongfeng Motor Corporation. Lancée en 2010, la production et la vente de ses modèles sont destinées au marché automobile chinois d'entrée de gamme,.

## Gamme actuelle
Venucia a présenté en septembre 2011 au salon de Shanghai un premier concept car. En 2012 sortent deux modèles : la D50 en avril, une berline à quatre portes, puis la R50 en septembre, un modèle compact à hayon,, toutes deux étroitement dérivées de la Nissan Tiida.

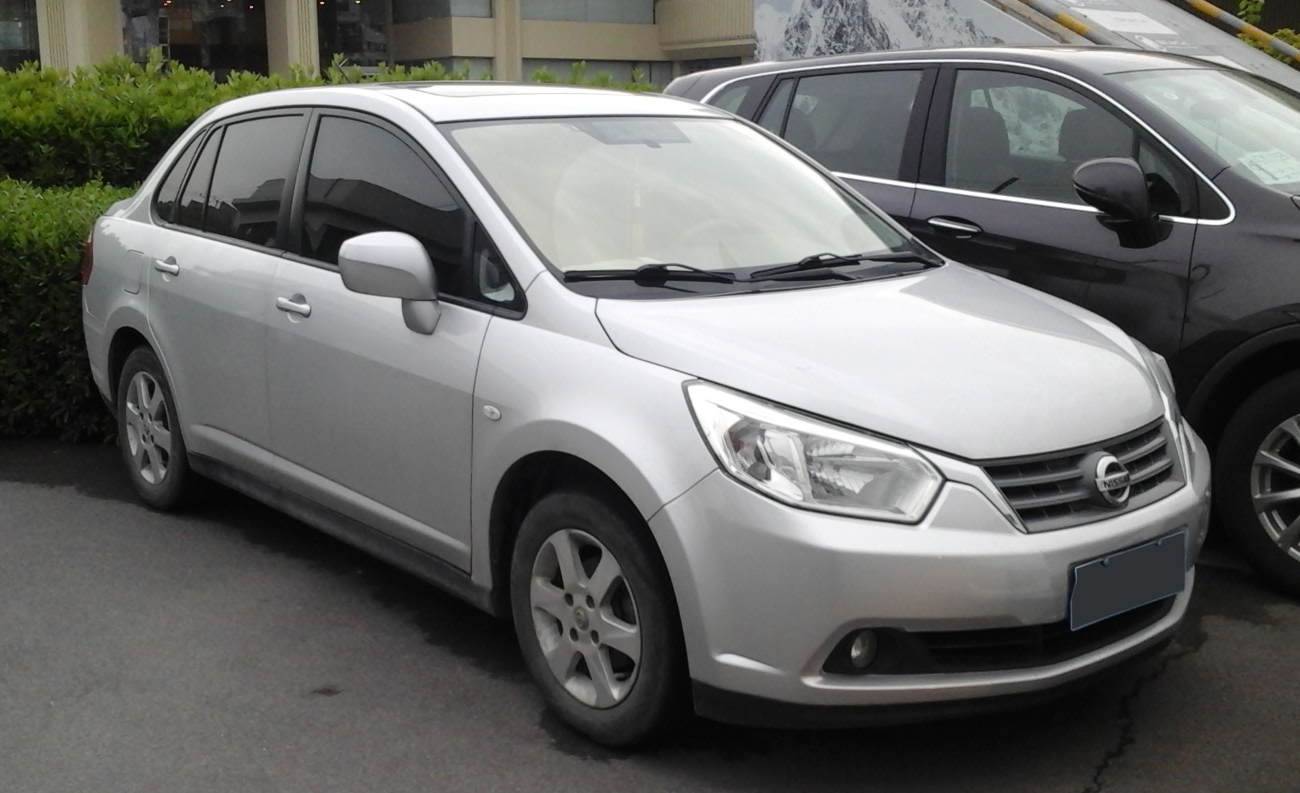
Venucia D50
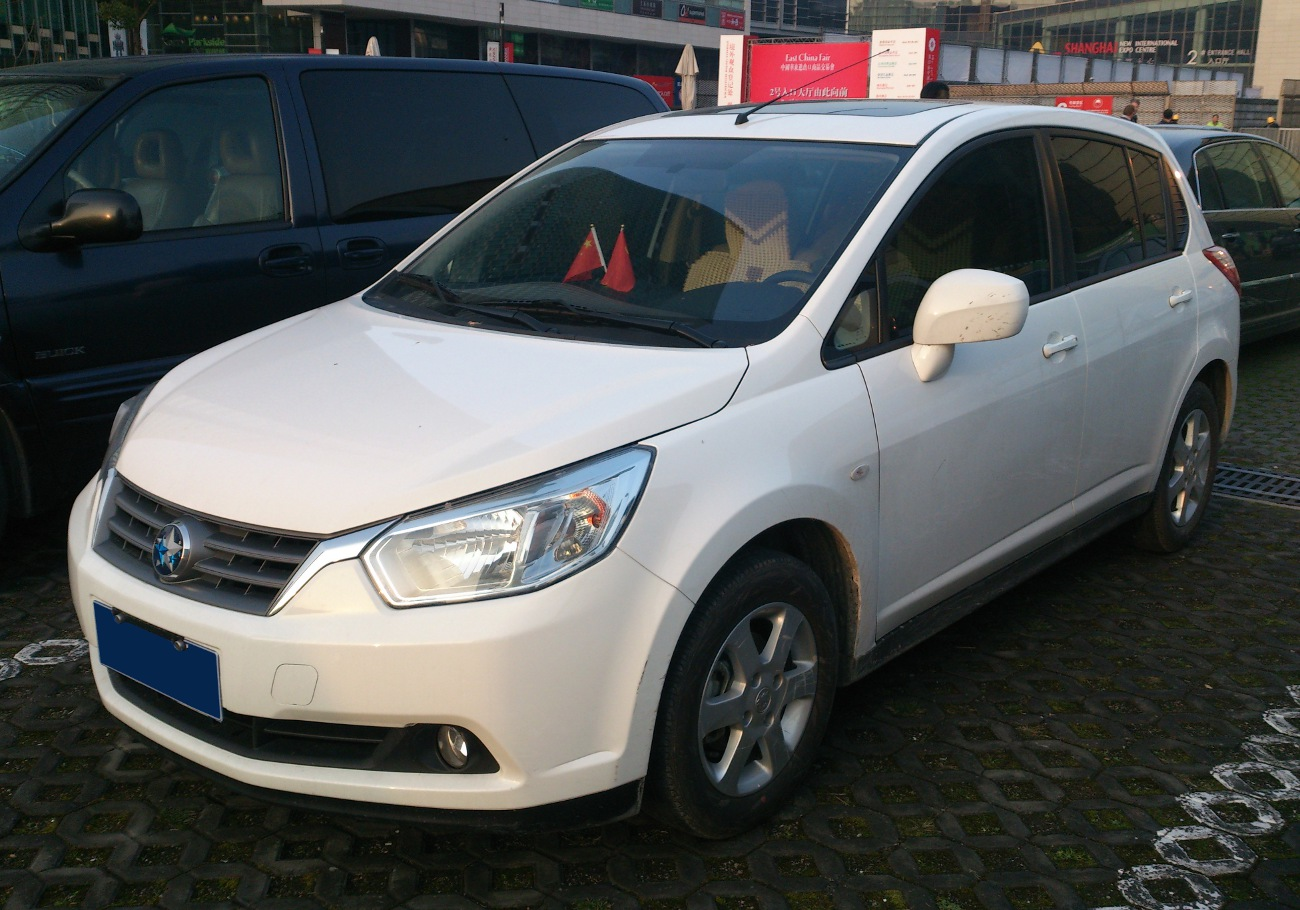
Venucia R50